# 阪急レールウェイサービス
阪急レールウェイサービス株式会社（はんきゅうレールウェイサービス、英: Hankyu Railway Service Corporation）は、鉄道駅の管理業務などを行う企業。阪急電鉄の100%子会社で、阪急阪神東宝グループに属する。

## 概要
阪急電鉄の駅管理業務（ステーションサービス）を扱う100%子会社として、2000年（平成12年）6月に設立された。翌2001年（平成13年）7月に梅田駅、中津駅、十三駅の3駅の移管を受けたのを皮切りに、順次各駅の駅管理業務を受託していった。
その後2003年（平成15年）4月までに、阪急電鉄全84駅のうち同社が管轄する83駅（大阪市交通局が管理する天神橋筋六丁目駅を除く）の駅管理業務が移管され、駅員についても全員が同社に出向した。
2003年4月には能勢電鉄から14駅全駅の駅管理業務を、2008年（平成20年）4月には北大阪急行電鉄から3駅（大阪市交通局が管理する江坂駅を除く）の駅管理業務を受託するなど、阪急阪神ホールディングス各社からの業務委託も進められた。
2009年（平成21年）10月1日に会社分割を行い、阪急電鉄から受託している駅管理運営業務の全てを阪急電鉄株式会社に分割承継。駅員は同日付で阪急電鉄に転籍した。
駅管理業務の受託と並行して、定期券やラガールカードなどの企画・販売業務、駅前駐輪場の運営管理業務やレンタサイクル運営業務を受託運営するとともに、阪急電鉄流通事業部から駅売店「ラガールショップ」の運営業務を受託している。また、新規にコインロッカー事業を開始するなど、電鉄本社からの委託業務にとどまらず新規事業も幅広く手がけた。
なお、駅業務を委託する子会社の設立は、大手私鉄では東京急行電鉄（当時）子会社の東急レールウェイサービス（1999年設立）、西日本鉄道子会社の西鉄ステーションサービス（2000年2月設立）に次ぐもので、京浜急行電鉄も同年同月に京急ステーションサービスを設立している。関西の私鉄では初となり、その後2004年に京阪電気鉄道が京阪ステーションマネジメントを設立している。

## 沿革
- 2001年
  - 6月 - 会社設立・営業開始。
  - 7月 - 阪急電鉄から梅田駅・中津駅・十三駅の管理運営業務を受託[2]、他の駅についても順次移管開始。
- 2002年5月 - コインロッカー事業を開始。
- 2003年
  - 4月 - 阪急電鉄から天神橋筋六丁目駅を除く83駅全ての管理運営業務の移管が完了[2]。
  - 4月 - 能勢電鉄より全駅の管理運営業務を受託。
- 2005年4月 - 阪急電鉄より駐輪場管理運営業務を受託。
- 2007年4月 - 人材育成センターを設置。
- 2008年4月 - 北大阪急行電鉄より駅管理運営業務を受託。
- 2009年10月1日 - 会社分割を行い、阪急電鉄から受託している駅管理運営業務の全てを同社に分割承継。駅員は同日付で阪急電鉄に転籍。
- 2010年10月1日
  - 阪神電気鉄道より神戸高速鉄道の西元町駅 - 高速長田駅間各駅、神戸電鉄より新開地駅（阪神電気鉄道と共同使用）、阪急電鉄より花隈駅の駅管理運営業務を受託。
  - 阪神電鉄より神戸高速鉄道の元町駅 - 西代駅間、阪急電鉄より阪急三宮駅 - 高速神戸駅間の列車運行管理業務を受託。